# ホン・ジニョン
ホン・ジニョン（홍진영、洪眞英、1985年8月9日、韓国光州広域市出身の女性トロット歌手、タレント。父は元朝鮮大学経済学部名誉教授のホン・グム。韓国では「トロットの女神」と呼ばれている。代表曲は「愛のバッテリー」「生きるということ（산다는 건）」。

## 来歴
2006年、芸能界デビュー。ドラマや映画に端役で出演。2007年7月、 4人組ガールズグループ「SWAN(スワン)」で歌手デビューするも所属事務所が倒産したため二ヶ月で解散。9月末、単発バラエティ番組「サイダー」のコーナー「アンナの失敗」にソン・アンナ役で出演。2008年4月～11月、レギュラー化した「サイダー」に同役で出演。
2009年6月、シングル『愛のバッテリー』でソロ歌手としてデビュー。
2010年8月、シングル『私の愛（내사랑）』をリリース。2012年4月～7月、ドラマ「光と影」に出演。
2013年1月、所属事務所をコアコンテンツメディアからキーイーストに移籍。3月、シングル『ブギメン（부기맨）』をリリース。6月、バラエティ番組「ラジオスター」にゲスト出演し気さくなキャラが話題になる。
2014年1月、MUSIC K エンターテインメントに移籍。3月、テレビ番組「キム・ジユンの甘い19」「トロットX」「私たち結婚しましたシーズン4」（ナムグン・ミンと共演）に出演。トロットXで審査員チームを組んだコメディアンのユ・セユンとのコラボ曲「梨泰院バッテリー」をリリース。11月、1stミニアルバム「人生ノート（LIFE NOTE）」をリリース、タイトル曲は『生きるということ（산다는 건）』。
2015年2月、シングル『愛のWifi（사랑의 와이파이）』をリリース。 10月、「風聞ショー」レギュラーMC出演。
2016年3月、2ndミニアルバム「花様年華（화양연화）」をリリース、タイトル曲は『オムジチョク（엄지 척）』。6月、テレサ・テンバージョンで知られる陳芬蘭の『月亮代表我的心』をカバー、韓国語の作詞を担当。11月、アパレルEC「HONGTION」をオープン。
2017年、バラエティ番組「お姉さんたちのスラムダンク2」にレギュラー出演し、番組内企画ガールズグループ「Unnies(オンニス)」として『間違いないよね？』をリリース。作詞作曲したEDMトロット曲『タルルン』をコメディアンのキム・ヨンチョルバージョンと本人歌唱バージョンでリリース。
2018年2月、作詞家のキム・イナに初めて詩を提供されたシングル『さようなら（잘가라）』をリリース。元シルム横綱（天下壮士）でタレントのカン・ホドンの歌手デビュー曲『복을 발로 차버렸어（I kicked my luck off）』の作詞・作曲を担当する。12月、シングル「SEOUL（서울사람）」（キム・イナ作詞、パク・クンテ作曲）発売。「2018メロンミュージックアワード」ミュージックスタイル賞トロット部門受賞。
2019年3月、正規1集(フルアルバム)『Lots of Love』をリリース。
同年8月に当時の所属先であるMusic Kエンターテインメントとの契約問題を自身のSNSで告白。その後、Music Kエンターテインメントと和解し10月30日に個人事務所であるIMHエンターテインメントを設立し移籍した事を発表。
2022年4月、デジタルシングル『Viva La Vida』のリリースで修士論文盗作問題による自粛から1年5か月振りに芸能活動を再開。

## 人物・エピソード
- 歌手活動と並行して広告モデルとしても活動しており、化粧品・医薬品・飲料・食品・ゲームなど10以上の広告モデル契約を結んでいる[11][12]。韓国の広告界は、「ホン・ジニョンはセクシーでありながら健康なイメージ、そして大衆に親しみやすい親近感まで兼ね備え、多様な分野で広告モデルとして遜色のない人物。特有の明るくさっぱりとしたイメージと10代から中・高年層に大きな愛を受ける知名度、爽やかで飛び跳ねるような魅力がホン・ジニョンの魅力」と評価している[13]。
- 過去に、トロットに拒否感があったことから、トロット歌手になることが嫌で逃亡したことがある。これについて、「最初はガールズグループのメンバーになり、トロットは年をとった方々がやる音楽だと先入観をもっていた。完全に自分の音楽ジャンルを転向することになるという恐怖心もあり、どこかに逃げたくなった」と述べている。また、「トロットの道に誘ってくださった事務所代表と現在も共にしているが、当時、逃亡した私に『もう一度だけミーティングしよう』と言ってくれた」「ミーティングでお会いして、この方ならば信じて頼ってみよう、という気持ちになった」とも述べている[14]。
- 韓国のガールズグループSWAN出身である。これについて、「SWANとは白鳥という意味だが、活動を始めて2ヶ月で本当の白鳥（韓国では無職の女性を白鳥に例える）になってしまった」と述べている。（※SWANは2007年に結成された女性4人組グループであり、ホン・ジニョン、ハン・ジナ、ホ・ユンミ、キム・ヨンジで構成されていた。2007年にデジタルシングル『Booming SWAN！』でデビューし、『この歌を聞いたら電話して』『猫』などの楽曲で活動していた。）[15]
- 2016年に東京・日比谷公園にて開催された『日韓交流おまつり 2016 in TOKYO』に出演した際には、「韓国では緊張しないが、ここではオーディションを受けているように緊張しています」「日本語は出来ませんが音楽でひとつになりたいと思います」と述べ、デビュー曲『愛のバッテリー』などを披露した[5]。
- プロデュース、コンポーザーとして「갓떼리C(ガッテリC)」名義でも活動している。この名義となったのは同名の作曲家がいる事や「作曲家界のビタミンCでありたい。」と2018年3月にtvN『人生酒場』の番組内で語っている[16]。
- 2009年に提出した朝鮮大学大学院修士論文が、2020年11月に国民日報が報じた盗作疑惑が浮上し[17]、翌月に大学研究倫理院傘下の研究真実性委員会が行った審議の末、盗作と判定され学位取り消しとなった[18]。

これによりホン自身が1年5ヶ月に亘って一切の芸能活動を自粛した他、2021年に放送されたSBS『世紀の対決 AI vs 人間』にて問題発覚前に収録された出演分を巡り、世論の反応と製作者側の労苦の折衝を考慮した結果として、本放送分を視聴者への断りを入れた上で最低分のコメントと企画された2曲を1番のみ歌唱する形を採られるなどの影響が及んだ。

## ディスコグラフィー

### デジタルシングル
| No.  | リリース       | タイトル                              |
| 1st  | 2009年6月19日  | 愛のバッテリー（사랑의 배터리）       |
| 2nd  | 2010年8月3日   | 私の愛（내사랑）                      |
| 3rd  | 2013年3月22日  | ブギメン（부기맨）                    |
| 4th  | 2015年2月2日   | 愛のWifi（사랑의 와이파이）           |
| 5th  | 2016年6月28日  | 月亮代表我的心（월량대표아적심）      |
| 6th  | 2018年2月7日   | GOOD BYE（잘가라）                    |
| 7th  | 2018年12月2日  | SEOUL（서울사람）                     |
| 8th  | 2019年1月4日   | Love is...（사랑은 다 이러니）        |
| 9th  | 2020年4月1日   | 愛は花びらのように（사랑은 꽃잎처럼） |
| 10th | 2020年11月2日  | ダメです（안돼요）                    |
| 11th | 2022年4月6日   | Viva La Vida（비바 라 비다）          |
| 12th | 2022年9月14日  | Destiny（그대 얼굴）                  |
| 13th | 2022年11月11日 | Stay（니가 있었다）                   |
| 14th | 2024年2月25日  | Spring（봄）                          |
| 15th | 2025年1月19日  | Spring, Again（다시, 봄）             |
| 16th | 2025年1月28日  | Flirting（플러팅）                    |

### ミニアルバム
| No. | タイトル                                | 収録曲 |
| 1st | 人生ノート（LIFE NOTE） (2014年11月7日) | 1. 生きるということ 2. 愛のバッテリー (2014 Ver.) 3. 私の愛(2014 Ver.) 4. ブギメン 5. 私の年がなんだって 6. 生きるということ (Inst.)            |
| 2nd | 花樣年華（화양연화） (2016年3月29日)    | 1. オムジチョク 2. 愛のバッテリー（2014 Ver.） 3. 愛が好き（お願い、ママ OST Part 3） 4. 愛のWi-Fi 5. 生きるということ 6. オムジチョク（Inst.） |
| 3rd | Color Mood (2022年12月2日)              | 1. Girl In The Mirror (Feat. Frawley) 2. 君がいた 3. 上へ 4. 白い雪が降ったら 5. 行きましょう 6. Girl In The Mirror (Feat. Frawley)（Inst.）    |

### フルアルバム
| No. | タイトル                    | 収録曲 |
| 1st | Lots of Love (2019年3月8日) | 1. 今夜 (Love Tonight) 2. 染み込む、春 3. 涙雨 4. Love is... 5. オムジチョク 6. SEOUL 7. GOOD BYE 8. ブギメン 9. タルルン (作曲家バージョン) 10. 愛のバッテリー 11. 生きるということ 12. 愛が好き（お願い、ママ OST Part 3） 13. 今夜 (Love Tonight)(Inst.) |

### オリジナルサウンドトラック
- ドラマ「気分の良い日～みんなラブラブ愛してる！」挿入歌 『ネナイガオッテソ』(日本語訳 私の年がなんだって) （2014年5月12日）オ・スングンのカバー
- ドラマ「Mr.Back 人生を2度生きる男」挿入歌 『青春よ帰れ (Feat. Outsider)』（2014年11月26日）シン・ヘンイルのカバー
- ドラマ「お願い、ママ」挿入歌 『愛が好き』（2015年11月29日）
- 映画「操作された都市」挿入歌 『愛してる愛してない』（2017年2月9日）
- モバイルゲーム「CLANS:달의 그림자」挿入歌 『달의 그림자』（日本語訳 月の影）（2017年10月7日）
- ドラマ「愛はビューティフル、人生はワンダフル」挿入歌 『그대 오는 날』(日本語訳 あなたの来る日) (2020年1月19日)
- ドラマ「黄金仮面」挿入歌 『당당하게』(日本語訳 堂々と) (2022年6月15日)

### その他
- 「Booming SWAN」(SWAN) ミニアルバム (2007年7月10日)
- 『写真の中のお母さんお父さんのクリスマス (From "MBC 花束") 』(チェヨン/アン・ジンギョン/クァク・ヒョナ/ホン・ジニョン) (2010年12月15日)
- 『梨泰院バッテリー』(ユ・セユン×ホン・ジニョン)「梨泰院フリーダム」と「愛のバッテリー」のミックス曲 (2014年3月28日)
- 『圧力炊飯器』(スミゴル キム・スミ Feat. パク・ミョンス、ユ・ジェファン、ホン・ジニョン) (2015年12月18日)
- 『3分ディスコ』( ディスコマン feat. ホン・ジニョン) (2016年8月5日)
- 『花、月、酒』(DIA/キム・ヨンジャ/ホン・ジニョン) (2017年4月6日)
- 『タルルン』作曲家バージョン (2017年4月20日)
- 『間違いないよね？』（Unnies）(2017年5月12日)
- 『愛は24時間』、『テレパシー』「世紀の対決 AI vs 人間」企画曲 (2021年2月15日)
- 『お酒一杯やりましょう』 (2023年4月7日) Ziaのカヴァー曲

## 出演作品

### 映画
- 「誰が彼女と寝たのか？ 」（2006年）庶務課 ペク・ヤン役

### ミュージックビデオ
- ダビチ「愛と戦争」（2008年）
- ナ・サンド 「パッと起き上がれ（벌떡 일어나）」（2017年）
- カン・ホドン 「福を足で蹴ってしまった」 (2018年)

### ドラマ
- 「淵蓋蘇文」（2006年） 端役
- 「個人の趣向」（2010年）第4話 建築事務所スタッフ役
- 「光と影」（2012年）全羅道出身の歌手 ユン・ジヘ役
- 「大王の夢」　(2012-2013年) ファシ役
- 「マイシークレットホテル」（2014年）第7話、第8話 特別出演 夫を探す女性役
- 「甘く殺伐としたファミリー」（2015年）第1話 カメオ出演

### バラエティ番組
- 「サイダー」（2007年、2008年）ソン・アンナ役
- 「天下無敵野球団」（2008年）1期サポーターズ
- 「蜜壺」（2010年）
- 「キム・ジユンの甘い19」（2014年）
- 「トロットX」（2014年）審査員
- 「私たち結婚しましたシーズン4」（2014年～2015年）ナムグン・ミンと仮想結婚
- 「風聞ショー」（2015年）レギュラーMC
- 「知ってるお兄さん」 (2016年,2017年,2018年) 「知ってるお姉さん」の一員やミュージックビデオ制作対決企画など
- 「お姉さんたちのスラムダンク2」（2017年）
- 「みにくいうちの子」 (2018年～2020年)
- 「K-POPアイドルスターeスポーツ選手権大会」（2020年） 司会
- 「世紀の対決 AI vs 人間」（2021年）
- 「燃えるトロットマン」 (2022年～2023年)　審査員

## 受賞経歴
- 2009年 Mnet Asian Music Awards - トロット音楽賞（愛のバッテリー）
- 2010年 第17回 大韓民国芸能芸術賞 - 成人歌謡新人賞
- 2012年 第12回 大韓民国伝統歌謡大賞 - 優秀歌手賞
- 2014年  MBC放送芸能大賞 - バラエティー部門女性優秀賞（私たち結婚しました シーズン4）
- 2015年 第29回 ゴールデンディスク賞 - ベストトロット賞
- 2015年 第9回 ケーブルＴＶ放送大賞 - 人気賞（歌手部門）
- 2015年 第7回 Melon Music Awards - トロット部門 (愛のWi-Fi)
- 2016年 第25回 ソウル歌謡大賞 - トロット賞
- 2016年 第8回 Melon Music Awards - トロット部門（オムジチョク）
- 2017年 第1回 Soribada Best K-Music Award - 新韓流トロットスター賞[21]

## 広報大使活動
- 2010年 慶尚北道広報大使
- 2013年 朝鮮大学広報大使
- 2013年 江原道経済広報大使
- 2015年 韓豚広報大使
- 2015年 国際農業博覧会広報大使
- 2016年 保寧マッドフェスティバル広報大使
- 2017年 一山東部警察署広報大使
- 2017年 マウル企業広報大使[22]
- 2017年 第13回世界消防士競技大会（忠州開催）[23]

### 注記
1. ↑  アルバム名は「Birth Flower」
2. ↑  本来は11月3日に発売が予定されていたが、梨泰院惨事での犠牲者への哀悼により延期した。